# دودلي لويس
دودلي لويس (بالإنجليزية: Dudley Lewis) (17 نوفمبر 1962 بسوانزي في المملكة المتحدة - ) هو لاعب كرة قدم بريطاني في مركز الدفاع. شارك مع منتخب ويلز لكرة القدم. أما مع النوادي، فقد لعب مع سوانزي سيتي ونادي توركي يونايتد ونادي جامعة كارديف ميتروبوليتان ونادي ريكسهام وهدرسفيلد تاون ونادي هاليفاكس تاون وCarmarthen Town A.F.C. ‏.

## وصلات خارجية
- دودلي لويس على موقع قاعدة بيانات كرة القدم.إي يو (الإنجليزية)